# Wissensinfrastruktur
Unter der Wissensinfrastruktur einer Gesellschaft werden jene Einrichtungen verstanden, die die Produktion, die Distribution und den Gebrauch von Informationen bestimmen und damit organisieren, wie diese Informationen in das Wissen einer Gesellschaft und eines Individuums umgewandelt und übernommen werden können. Der so verstandene Begriff wurde von Vertretern der Informations- und Medienwissenschaften vorgeschlagen, um die Wechselwirkungen zwischen Organisation und Rezeption von Informationen und deren Umwandlung in Wissen in den Blick zu nehmen.

## Informations- und Wissensinfrastruktur als technischer und politischer Begriff
Ausgehend von dem sogenannten „Information Super Highway“, der im Wahlkampf Bill Clintons 1993 von Al Gore gefordert wurde, etabliert sich 1996 mit dem „National Information Infrastructure Protection Act of 1996“ die Rede von nationalen oder internationalen Informationsinfrastrukturen. Als politischer Begriff stellt er sich sehr bald als wenig präzise heraus, weshalb man dann in den USA auch von „Knowledge Infrastructures“ spricht. Dieser Begriff setzte sich vor allem in den unterschiedlichen Bereichen des „Wissensmanagements“ durch und bezeichnet grundsätzlich jene technischen Einrichtungen, die dem Auffinden, dem Zugewinn und der zielgerechten Distribution von Informationen, die vor allem in größeren Organisationseinheiten eine Rolle spielt, dienen. Wissen wird in diesem Zusammenhang als „Asset“, als Aktivposten einer Organisation oder einer Gesellschaft und als Konsumgut verstanden. In diesem Sinne wird der Begriff der Wissensinfrastruktur dann auch von Architekten sowie Stadt- und Bibliotheksplanern verstanden. In der Experimentellen Ökonomie wird das Konzept darüber hinaus genutzt, um den organisatorischen Aspekten der Informationsbeschaffung Rechnung zu tragen.
Etwas differenzierter sprechen dann Pädagogen u. a. wie Ursula Maier-Rabler von der kulturellen Determination oder Disposition im Umgang mit Informationen, von „informationskulturellen Dimensionen“. Sie stellen fest, dass die Informations- und Kommunikationsmittel einer Gesellschaft eine „zentrale Steuerungsdimension nationaler Politik“ darstellen, die umso bedeutsamer sei, als eine Konvergenz der traditionellen Kommunikationsmedien mit den „Neuen Medien“ stattfinde.
Allerdings wird auch vorgeschlagen, den Begriff der Wissensinfrastruktur zur europäischen Prägung der Diskussion um Informationsinfrastrukturen einzuführen.
In den Informationswissenschaften verwendet Rafael Capurro den Begriff der Wissensinfrastruktur dagegen, um technische Systeme vorzuschlagen, die den Notwendigkeiten „geistiger Kreativität“ entsprechen. Dazu beschreibt er – unter Verweis auf Michael Polanyi, Ikujiro Nonaka und Hirotaka Takeuchi – Wissenstypen, die mit ihren unterschiedlichen Lernformen unterschiedliche Anforderungen an „Wissenssysteme“ stellen. So wird hier der medialen Determination und Disposition von „implizitem“ und „expliziten“ Wissen dadurch Rechnung getragen, dass Systeme des Wissensmanagements den unterschiedlichen Wissens- und Lerntypen entsprechen sollen.

## Wissensinfrastruktur als diskursanalytischer Begriff
In der hier verwendeten, Wissensdeterminierung beschreibenden Form geht der Begriff vor allem auf Arbeiten des Medienwissenschaftlers Friedrich Kittler zurück. Kittler hatte sich früh für die Anwendung der poststrukturalistischen Ansätze Michel Foucaults, insbesondere der Diskursanalyse auf die Medienwissenschaft eingesetzt. Dabei kritisierte er, Foucault nehme die technischen Bedingungen gesellschaftlicher Diskurse vor allem dort nicht präzise genug in den Blick, wo Bücher nicht mehr zentrale Speichermedien seien. Kittler möchte die technischen Bedingungen untersuchen, die das Entstehen gesellschaftlicher Diskurse sowohl ermöglichen als auch verursachen. Dabei diagnostiziert er eine wachsende Vereinheitlichung der Medienformen. So wie die Schrift die mündliche Überlieferung als „Speichermedium“ verdrängte, so verdrängen die „Neuen Medien“ die Schrift. In der Digitalisierung werden die Unterschiede zwischen den einzelnen Medien aufgehoben, so dass schlussendlich nur Datenflüsse übrig bleiben: „In der allgemeinen Digitalisierung von Nachrichten und Kanälen verschwinden die Unterschiede zwischen den einzelnen Medien. Nur noch als Oberflächeneffekt, wie er unterm schönen Namen Interface bei Konsumenten ankommt, gibt es Ton und Bild, Stimme und Text. […] Und wenn die Verkabelung bislang getrennte Datenflüsse alle auf eine digital standardisierte Zahlenfolge bringt, kann jedes Medium in jedes andere übergehen. Mit Zahlen ist nichts unmöglich. […] Ein totaler Medienverbund auf Digitalbasis wird den Begriff Medium selber kassieren. Statt Techniken an Leute anzuschließen, läuft das absolute Wissen als Endlosschleife.“ (Kittler, Grammophon Film Typewriter, 1986).
In einem interdisziplinären Ansatz unterzieht Kittler seit 1987 mit verschiedenen Autoren Medien einer Diskursanalyse (Serie „Diskursanalysen“, Verlag für Sozialwissenschaften, Opladen), um zu zeigen, wie Wissen durch Medien determiniert und disponiert wird. Gemeint sind unterschiedliche epistemologische Strukturen, die in Systemen implementiert werden (Bernhard J. Dotzler), sowie medienpolitische Strategien (Bettina Rommel), die sich immer auch in technischen Systemen widerspiegeln. So „formieren“ Wissenssysteme und deren Infrastrukturen maßgeblich die Prozesse, in den Informationen in Wissen umgewandelt werden.
Angelehnt an die poststrukturalistischen Analysen Michel Foucaults wird angenommen, dass Informationsinfrastrukturen einer Gesellschaft nicht nur Informationen transportieren und verfügbar machen, sondern diese auch auf eine Weise organisieren und darstellen, in der die Umwandlung in Wissen durch epistemologische und diskursive gesellschaftliche Regeln determiniert wird. Bei dieser Disposition der Informationen durch die Infrastrukturen einer Gesellschaft sind dabei nicht „Einstellungen“ oder „Ideologien“ gemeint, sondern grundsätzliche, möglicherweise unbewusste Vorannahmen darüber, was „wissenswert“ ist und wie dieses Wissen angewendet werden soll. Diese Vorannahmen seien zum Beispiel in den Algorithmen der verschiedenen Suchmaschinen „hart codiert“ (vgl. dazu die Arbeiten zum Latent Semantischen Indizieren). Diesem Umstand der Disposition von Informationen soll der den Informationsinfrastrukturbegriff erweiternde Begriff der Wissensinfrastruktur Rechnung tragen.
Aus dieser Kernprämisse wird abgeleitet, dass mit diesen Infrastrukturen letztlich keine „neutralen“ Daten „gefunden“ werden können, sondern nur solche, die bereits mit einer spezifischen, für den Benutzer nicht hintergehbaren Interpretation verarbeitet wurden. Wissensinfrastrukturen organisieren und prägen bis zu einem gewissen Grad das Wissen einer Gesellschaft, was jedoch für andere Kommunikationsmedien wie Sprache und Schrift bereits ebenfalls gilt.
Für die Theorie der Wissensstrukturen ist Wissen somit abhängig von der ordnenden und darstellenden Weise eines
Medienverbundes, der als Einheit von Computer, Schnittstelle und Netzwerk verstanden wird (Faßler/Halbach). Dieser Medienverbund beginnt traditionelle Medien unter sich zu subsumieren. Jedes der drei Elemente des Verbundes disponiert dabei das Wissen einer Gesellschaft nach eigenen Bedingungen, die im Sinne einer „Diskursanalyse der Algorithmen“ oder einer „bibliothekswissenschaftlichen Aufklärung“ (Wolfgang Ernst) analysiert werden müssten, um festzustellen, wie Informationen „inszeniert“ werden. Da der neue Verbund klassische Kommunikationsmedien potentiell einschließt wird er anders als bei Werner Faulstich nicht als Verschränkung traditioneller Medien betrachtet, sondern als Kompositum seiner Funktionselemente: die technische Bedingtheit der Hardware („Computer“), die spezifischen Möglichkeiten aus ihrer Vernetzung („Netzwerk“) sowie die Formen der Darstellung und der Interaktion („Schnittstelle“). 
Es ist schon die Ebene der Hardware, wo die „Normen und Standards elektronischer Kommunikation“ (Friedrich A. Kittler) festlegen, was wir im Medienverbund – z. B. mittels einer Webcam – zu sehen bekommen und wie genau die Mustererkennung zum Beispiel bei der Bildverarbeitung funktioniert. So sind Netzwerke auch mehr als nur der Zusammenschluss von Speicherplatz, denn in dieser „Gleichschaltung“ werden Kontexte aktualisierbar, die gegebene Informationen in neue und andere Zusammenhänge stellen und damit grundlegend verändern können, denn nicht alle Kontexte – z. B. eines Textes – werden notwendig vom Autor oder einem Leser auch aktualisiert.
Im Fall des Latent Semantischen Indizierens wäre eine Analyse der Funktionsweise solcher Dispositionen des Wissens nur dann möglich, wenn proprietärer Quelltext offengelegt würde. Genau solche Analysen wären allerdings Voraussetzung dafür, aufzuzeigen, wie das Internet – als Wissensinfrastruktur und Teil des Medienverbundes – Wissen in unseren Gesellschaften organisiert und darstellt. 
Schon Nietzsche hat mit seiner These, dass unser „Schreibzeug“ mit an unseren Gedanken arbeite, ein deutliches „Misstrauen“ gegen Medien ausgesprochen. Durch die fortschreitende Technisierung zeigt sich in modernen Gesellschaften jedoch noch deutlicher als zu Nietzsches Zeiten, in welchem Maße das, was wir als Wissen betrachten, als partiell vorbestimmt betrachtet werden muss. Es ist noch schwieriger geworden, hinter diese Medien zu schauen und festzustellen, auf welche Art und Weise sie bestimmend wirken (Friedrich A. Kittler). Für Marshall McLuhan bedeutete dies, dass uns Medien „vollständig überarbeiten“.

## Theoretische Ausgangspunkte
Wissensinfrastrukturen sind also der Teil unseres Mediensystems, der Wissen (a) darstellt und verfügbar macht, aber auch (b) nach expliziten und impliziten Regeln des gesellschaftlichen Systems und denen der Medien selbst organisiert. Problematisch ist jener Teil der Regeln, der implizit wirkt und jener der überhaupt nicht thematisiert wird, der selbstverständlich im Mediensystem implementiert ist und für den Nutzer unsichtbar bestimmt, was dieser an „Wissen“ vorgestellt bekommt. 
Dadurch kommt solchen Infrastrukturen eine bedeutende gesellschaftliche Funktion zu, die sich vor allem darin 
äußert, dass durch diese Infrastrukturen auch neues Wissen in die epistemologische Organisation einer Gesellschaft integriert wird und zwar nach Maßgabe dessen, was mittels dieser Infrastrukturen überhaupt vermittelbar ist. Damit hängt im Sinne einer Wissenssoziologie von solchen technisch-medialen Einrichtungen und deren Organisation ab, was eine Gesellschaft wie „wissen“ kann und was in ihr überhaupt zu einem Thema gesellschaftlicher Diskussion werden kann. Offensichtlich ist das Internet also zu einer Wissensinfrastruktur, denn es werden nicht nur neue Themen und Sichtweisen im Rahmen einer durch dieses Medium geförderten Globalisierung in Gesellschaften transportiert, sondern vielmehr sind dessen technischen Einrichtungen dazu angetan dieses Wissen auf eine (technische) Weise zu strukturieren, wie dies zuvor nie in einem anderen Medium möglich war. Das Internet als Wissensinfrastruktur organisiert Wissen, zum Beispiel in Suchmaschinen und anderen Hilfsmitteln, sodass von dieser Organisation anhängig ist, was gefunden oder „gewusst“ werden kann und was nicht. 
Wissen wird organisiert nach Maßgabe dessen, was schon gewusst wird. Seine Konstruktion ist also disponiert durch (a) subjektive Faktoren psychischer Systeme, (b) die Episteme einer Gesellschaft, (c) deren konsequenten Diskurse und (d) die technischen/medialen Einrichtungen Wissen zu finden und darzustellen. Solche Infrastrukturen des Wissens hat es historisch in allen Gesellschaften gegeben; sie sind wichtige „evolutionäre Errungenschaften“ (Niklas Luhmann), die den Bestand derselben sichern. 

## Einordnung
Dass Wissen immer disponiert ist oder schon organisiert vorgestellt wird, ist schon seit der Kategorienlehre des Aristoteles bekannt und wird spätestens mit dessen Lektüre in der Scholastik zum expliziten Problem der Wissenschaften, bedeutet doch das Disponiertsein von Wissen, dass es so wie wir es organisiert vorfinden, nicht in der Welt angelegt ist. Wissen ist das Resultat eines konstruktiven Umsetzungsprozesses von Daten in Information, die angewendet zu Wissen werden. Informationen und Wissen sind mithin das Resultat eines individuellen und so immer subjektiven Konstruktionsprozesses der durch gesellschaftliche Vorgaben beeinflusst wird; aber auch Daten sind spezifisch organisiert vorfindlich. 
Wie Wissen organisiert wird und welchen Einfluss diese Organisation auf Gesellschaft hat, hat Michel Foucault in Die Ordnung der Dinge (Les mots et les choses – Une archéologie des sciences humaines) von 1966 dargestellt. Die Kybernetik und in dessen Folge der Radikale Konstruktivismus (Siegfried J. Schmidt u. a.), die soziologische Systemtheorie (Niklas Luhmann u. a.) und die moderne Gehirnforschung (Wolf Singer u. a.) sind noch weiter gegangen und meinen, dass selbst „Welt“, die für uns nur immer wahrgenommen vorhanden ist, das Ergebnis je individueller Konstruktionsprozesse ist.
Das bedeutet allerdings, dass Wissen nicht nur das Resultat individueller „Wissenserarbeitung“ ist, sondern vielmehr auch und vorrangig abhängig ist von dem, was gesellschaftlich vorstrukturiert oder organisiert ist, also von dem was Medien uns anbieten und das nach der je eigenen Art und Weise wie Wissen dort aufbereitet wird. Wie sich Wissen unabhängig von Individuen etabliert, wird seit dem 17. Jahrhundert diskutiert, wie Gesellschaft daran beteiligt ist, ist Kernfrage der Wissenssoziologie, die mit einem aufklärerischen Interesse spätestens seit Max Scheler darum bemüht ist, die versteckten Mechanismen wie dies geschieht, aufzudecken. Für Berger und Luckmann ist es in dieser Tradition dann schon selbstverständlich von der „gesellschaftlichen Konstruktion von Wirklichkeit“ zu sprechen. 
Schon immer hat es mit der Einführung neuer Infrastrukturen auch gesellschaftliche Diskussionen darüber gegeben, ob und inwieweit sie den Bestand eines Status quo gefährden und ob nicht wichtige gesellschaftliche Errungenschaften in Mitleidenschaft gezogen würden. Das ist mit der Einführung des Medienverbundes aus Computer, Schnittstelle und Netzwerk nicht anders. Bedeutsam ist allerdings – und auch das ist mit der Einführung neuer Medien immer schon behauptet worden –, dass dieser Medienverbund quantitative und qualitative Veränderungen in der Art und Weise wie wir Wissen in unseren je spezifischen „Informationsumgebung“ darstellen, zur Folge hat.